# Arena Naucalpan

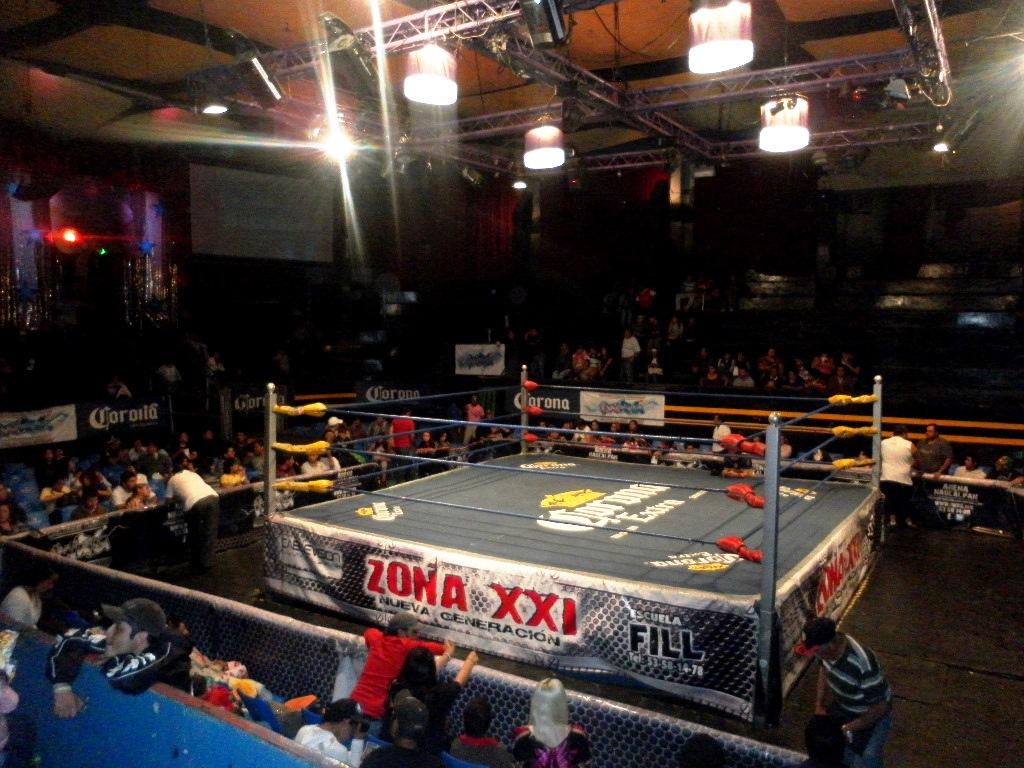
El interior de la Arena Naucalpan, en preparación para un combate próximo

La Arena Naucalpan es un estadio deportivo cubierto ubicado en Naucalpan de Juárez, Estado de México, en la Calle Jardín 19, Naucalpan Centro. Se utiliza principalmente para la lucha libre profesional, principalmente espectáculos promovidos por la International Wrestling Revolution Group (IWRG), pero también ha albergado otras promociones desde su creación en 1977. Tiene una capacidad de 2400 espectadores y generalmente está configurada para la lucha libre profesional, con un ring permanente en el centro.
En 1977, la arena reemplazó a la Arena KO Al Gusto, que se encontraba en el mismo lugar, cuando el promotor de lucha libre profesional Adolfo Moreno compró el lugar y transformó la antigua pista de patinaje en la Arena Naucalpan. De 1977 a 1995, la arena fue el centro de Promociones Moreno y, a partir de 1996, la sede de International Wrestling Revolution Group, la promoción fundada por Moreno. Tras el fallecimiento de Adolfo Moreno en 2007, sus hijos, César y Marco Moreno, asumieron la propiedad de la arena y el control de IWRG.
La arena alberga la mayoría de los espectáculos de IWRG y todos los espectáculos principales de la promoción , como los espectáculos de aniversario de IWRG, así como los espectáculos de aniversario de Arena Naucalpan, que se llevan a cabo cada diciembre alrededor del 21 de diciembre.